# Abschied von den Wolken
Abschied von den Wolken (Alternativtitel: Abschied der Götter und Angst im Nacken) ist ein deutscher Abenteuerfilm in Schwarzweiß des Regisseurs Gottfried Reinhardt aus dem Jahr 1959. Das Drehbuch verfasste Georg Hurdalek nach einem Manuskript von Ladislas Fodor. Zum ersten Mal ins Kino kam der Film am 5. November 1959 in der Bundesrepublik Deutschland.

## Handlung
Der Abenteurer Peter van Houten entgeht auf dem fiktiven, durch revolutionäre Kämpfe gekennzeichneten Eiland San Quinto nur knapp einem Erschießungskommando. Er wird begnadigt und soll mithilfe einer Linienmaschine, die auf dem Weg von Mexiko-Stadt nach Bermuda ist, abgeschoben werden. Das Militär von San Quinto zwingt die Linienmaschine zu einer Zwischenlandung.
Fast der gesamte Film spielt innerhalb des Flugzeugs, wo sich mehrere Handlungsstränge ineinander verstricken. Der verheiratete Kapitän Pink Roberti und dessen Copilot Richard Marschall stehen sich feindselig gegenüber, da sie beide in die Stewardess Carla verliebt sind. Bei einem Entführungsversuch der Maschine nach Caracas durch einen Ex-General aus San Quinto und einen ehemaligen Nazi wird Roberti niedergeschossen und das Fahrwerk des Flugzeugs beschädigt. Van Houten gelingt es, die Entführer zu entwaffnen. Der Copilot sieht sich letztlich nicht in der Lage den Landeanflug auf Bermuda erfolgreich zu meistern. Erst dem Abenteurer und früheren Piloten van Houten, dem Mannschaft wie weite Teile der Passagiere zu Beginn mit großem Misstrauen begegnet waren, gelingt es, die Maschine nach einem halsbrecherischen Anflug sicher zu landen und das Leben der Passagiere zu retten. Die drei Entführer können das entstehende Chaos auf der Landebahn nutzen und sich der Verhaftung durch die Polizei entziehen. Als sich Carla und van Houten nach der Flucht aus der Maschine näher kommen, gesteht dieser ihr, gar nicht van Houten zu sein, sondern nur dessen Pass an sich genommen und verwendet zu haben. Der Co-Pilot hat unterdessen die notgelandete Maschine nicht verlassen. Er sitzt, gebrochen von den Demütigungen von Pink Roberti und durch die Tatsache, dass van Houten beinahe en passant die Aufgabe bewältigte, die Richard undurchführbar hielt, im Cockpit und wählt den Freitod, indem er auf die drohende Explosion des Flugzeugwracks wartet.

## Produktionsnotizen
Die Bauten wurden von den Filmarchitekten Paul Markwitz und Heinrich Weidemann geschaffen. Helmut Holger steuerte die Kostüme bei. Gedreht wurde auf dem damaligen Militärflughafen Gatow in Berlin-Spandau.

## Kritik
„O. W. Fischer als Tausendsassa und unrasierter Menschenfreund an Bord eines von Stürmen, Verbrechern und technischen Katastrophen bedrohten Verkehrsflugzeugs. Nach gängigen Mustern inszeniert, trägt die Bündelung abenteuerlicher Gefahrenmomente nicht gerade zur Glaubwürdigkeit der Geschichte bei.“

„Gottfried Reinhardts Versuch, mit diesem Fliegerfilm in die von deutschen Filmfabrikanten noch immer unerschlossenen Regionen des Nervenkitzels vorzustoßen, endet frühzeitig in einfältiger Kinokolportage. Der Regisseur verwandte längst verschlissene Spannungseffekte (Wirbelsturm und Bauchlandung, Entbindung, Eifersucht und Schußwechsel an Bord), aber mehr noch als das Fahrgestell klemmten Buch (Georg Hurdalek) und Regie. Einzig der stoppelbärtige O. W. Fischer gibt sich locker in seiner Peter-Voss-Rolle. (CCC.)“